# Efectul Gold

Curbă gaussiană folosită pentru a descrie dezvoltarea efectului Gold.

Efectul Gold este fenomenul prin care o idee științifică, mai ales în medicină, ajunge la statutul de poziție acceptată în cadrul unui corp sau asociație profesională prin efectul procesului social al conferințelor științifice, comitetelor și al construirii consensului deși nu este susținută de dovezi concludente . Efectul Gold este utilizat pentru a analiza erorile din politicile și practicile de sănătate publică, cum ar fi utilizarea pe scară largă a screening-ului pentru colesterol în prevenirea bolilor cardiovasculare . 

Progresia unei curbe gaussiene într-o funcție delta pe măsură ce aria de sub curbă se concentrează către centru.

Efectul a fost descris de Thomas Gold în 1979  și a fost revizuit de Petr Skrabanek și James McCormick în cartea lor Follies and Fallacies in Medicine .  În cartea lor Skrabanek și McCormick descriu efectul Gold astfel: „Inițial câteva persoane ajung la o cvasi-credință într-o anumită idee. Se organizează o conferință pentru a discuta avantajele și dezavantajele ideii. Vor fi prezente mai multe persoane favorabile ideii decât din cele dezinteresate. Se construiește un comitet reprezentativ care să pregătească un volum colectiv pentru a propaga și favoriza interesul pentru idee. Totalitatea articolelor rezultate, bazate pe această idee, vor părea să arate din ce în ce mai mult consens. Se lansează un jurnal specializat. Numai articolele ortodoxe sau aproape ortodoxe vor trece de recenzori și de editor.”
Avansul efectului Gold a fost descrisă de matematicianul Raymond Lyttleton. Potrivit lui Lyttleton, aria de sub curba unei curbe gaussiene reprezintă numărul de persoane preocupate de un anumit subiect. Pe măsură ce efectul Gold progresează și tot mai mulți încep să creadă într-o anumită idee curba gaussiană începe să se concentreze tot mai mult în jurul centrului. În cele din urmă funcția gaussiană va fi devenit o funcție delta, reprezentând pe oricine ca adept (valoare infinită la 0), fără sceptici.